# Limnoria stephenseni
Limnoria stephenseni är en kräftdjursart som beskrevs av Menzies 1957. Limnoria stephenseni ingår i släktet Limnoria och familjen borrgråsuggor. Inga underarter finns listade i Catalogue of Life.